# Конституция Австралии
Конституция Австралии (англ. Constitution of Australia) — основной закон Австралии, согласно которому правительство Союза осуществляет управление государством. Конституция Австралии включает в себя несколько документов. Наиболее важным является Конституция Австралийского Союза. Конституция была одобрена на референдумах, прошедших в стране в 1898—1900 жителями австралийских колоний, и закреплена Конституционным Актом Австралийского Союза 1900 года, который являлся официальным Актом Парламента Великобритании.
Королевское одобрение было подписано королевой Викторией 9 июля 1900 года, после чего конституция приобрела силу закона. На территории Австралии конституция вступила в силу с 1 января 1901 года. Несмотря на то, что первоначально конституция закрепляла широкие права за Парламентом Великобритании, в настоящее время Австралия является независимым государством и парламент Великобритании не имеет права изменить Конституцию. Изменения могут быть произведены только после референдума, проведённого на территории Австралии. Письменный патент, выдаваемый короной на утверждение Австралийских министров, также является частью Конституции.
Кроме того, на территории Австралии имеют конституционное значение некоторые дополнительные акты и документы. Среди этих документов — Вестминстерский статут 1931, в его редакции принятой на территориях всех стран Содружества, известной как Вестминстерский статут в редакции 1942 года, а также Австралийский Акт 1986 года, который был одобрен Парламентами всех Австралийских штатов, австралийским федеральным парламентом и Парламентом Великобритании. Все эти акты, объединённые вместе, работают в основном для обеспечения независимости Австралии и ограничения влияния на её жизнь и политику со стороны политических институтов Великобритании. Несмотря на то, что Карл III является в одном лице королем Великобритании и Австралии, его власть и влияние осуществляются совершенно по-разному на территории двух стран.